# 前进水库 (新疆)
前进水库，原名喀拉玛水库，位于中华人民共和国新疆维吾尔自治区麦盖提县县城东北15千米处，由新疆生产建设兵团第三师（图木舒克市）负责管理，是一座大（2）型灌注式平原水库。水库工程始建于1966年，1969年竣工投入运行，原设计库容9500万立方米，2001年除险加固完成后，库容增加至1.27亿立方米。水库大坝为碾压式土坝，坝长22.31千米。水库最大水面面积44.43平方千米。水库从提孜那甫河和叶尔羌河引水，向下游前进灌区兵团农第三师的2.13万公顷耕地和3.63万人口供水。